# Chiesa di San Silvestro a Convertoie
La chiesa di San Silvestro a Convertoie si trova nel comune di Greve in Chianti, in provincia di Firenze.
Da questa chiesa proviene una piccola finestrella di vetro, che attualmente è nel Museo di San Francesco (Greve in Chianti), dopo essere stata depositata nel Seminario di Fiesole, la quale rappresenta San Silvestro in una mandorla, dentro una decorazione a raggi e lingue di fuoco. Il santo è in atteggiamento benedicente, vestito da papa, con piviale e veste gialla, in capo ha la tiara. Esso tiene in mano un quadretto con i volti di San Pietro e San Paolo, sotto di lui è raffigurato un cherubino. 
Questo oggetto di vetro si trovava, come afferma G.Carocci in una piccola finestra, situato alla sinistra dell'altare maggiore ed era opera dei frati Gesuati di San Giusto alle Mura che  vissero oscuri, attendendo a fabbricare vetri colorati e azzurri ultramarini .
I frati Gesuati svolsero la propria attività nell'ultimo ventennio del Quattrocento e i primi dieci anni del Cinquecento e fecero opere per il Palazzo della Signoria, (1512-1513), la Chiesa di San Marco (1514) e per le chiese della Valdelsa  .
La vetrata della chiesa di San Silvestro a Convertoie fu esposta alla Mostra dei Medici nel 1980; nel 1977 Chiara D'Afflitto ha ipotizzato che sia stata realizzata su disegno di Francesco Granacci.
Dalla Chiesa di San Silvestro a Convertoie proviene un ciborio con Angeli adoranti e festoni di frutta, opera di Santi Buglioni, attualmente nella Propositura di Santa Croce a Greve in Chianti.